# Thorns of Success
Thorns of Success è un cortometraggio muto del 1912, scritto e diretto da Robert Goodman e prodotto dalla Majestic Motion Picture Company.

## Produzione
Il film fu prodotto dalla Majestic Motion Picture Company.

## Distribuzione
Distribuito dalla Film Supply Company, il film - un cortometraggio in una bobina - uscì nelle sale cinematografiche statunitensi il 17 settembre 1912. Nel Regno Unito, venne distribuito dalla Western Import Company il 4 gennaio 1913.